# 日本プロレタリア文芸連盟
日本プロレタリア文芸連盟（にほんプロレタリアぶんげいれんめい、略称：プロ連）は、1920年代のプロレタリア文学運動の団体である。
1925年、それまでいろいろな同人組織などはあったが、きちんとした運動体を持たなかったプロレタリア文学の陣営の、大きなまとまりをもった組織を作ろうという意図で組織された。12月に『文芸戦線』を中心に、『戦闘文芸』『原始』『解放』などのプロレタリア文芸雑誌、劇団先駆座、個人で江馬修、林房雄らが参加して発足した。1926年11月には中野重治、亀井勝一郎、鹿地亘らマルクス主義芸術研究会のメンバーが加入する。
きちんとした機関誌は決めなかったが、事実上雑誌『文芸戦線』が機関誌として機能していた。葉山嘉樹「淫売婦」、黒島伝治「豚群」などの作品が掲載され、運動に活気がもたらされた。
演劇においては、共同印刷争議を支援したトランク劇場の活動など、新しい演劇創造にも力を入れた。
1926年9月に「文芸戦線」に掲載された青野季吉「自然生長と目的意識」の中で、プロレタリア文学はマルクス主義運動としても位置付けを与えられ、共産主義系でないアナキスト系連盟員を排除して、新しく日本プロレタリア芸術連盟（プロ芸）として再出発した。排除された江口渙や小川未明たちは、日本無産派文芸連盟を結成した。